# Classic Albums

Copertina del DVD su Ace of Spades dei Motörhead, pubblicato nel 2005

Classic Albums è il titolo di una serie di documentari musicali statunitensi che focalizzano l'attenzione su un unico album di una band o di un cantante solista, spesso l'album più caratteristico del suono del gruppo o un album che è diventato una pietra miliare nell'evoluzione della musica pop moderna. La serie è realizzata da Isis/Eagle Rock Entertainment.
Il documentario, lungo 50 minuti nella versione televisiva (quella in DVD contiene anche altre scene), analizza l'evoluzione del disco, dal suo concepimento alla sua costruzione in studio, attraverso interviste a produttori e tecnici, avvalendosi del loro aiuto per spiegare come viene costruita ogni singola canzone, facendo sentire tracce che a un orecchio distratto possono sfuggire, raccontando retroscena e utilizzando materiale prima d'ora rimasto in studio. Ogni puntata è filmata con la cooperazione e l'autorizzazione degli artisti coinvolti.
La prima puntata, ideata da John Pidgeon e condotta da Roger Scott, è andata in onda nel maggio 1989 e parlava di Brothers in Arms dei Dire Straits.

## Episodi

### Prima stagione
| nº | Titolo                                  | Prima TV USA   | Prima TV Italia |
| -- | --------------------------------------- | -------------- | --------------- |
| 1  | Paul Simon: Graceland                   | 14 aprile 1997 |                 |
| 2  | Grateful Dead: American Beauty          | 15 aprile 1997 |                 |
| 3  | Stevie Wonder: Songs in the Key of Life | 16 aprile 1997 |                 |
| 4  | The Band: The Band                      | 17 aprile 1997 |                 |
| 5  | Jimi Hendrix: Electric Ladyland         | 18 aprile 1997 |                 |
| 6  | Fleetwood Mac: Rumours                  | 22 luglio 1997 |                 |

### Seconda stagione
| nº | Titolo                                                          | Prima TV USA     | Prima TV Italia |
| -- | --------------------------------------------------------------- | ---------------- | --------------- |
| 1  | Phil Collins: Face Value                                        | 2 novembre 1999  |                 |
| 2  | Meat Loaf: Bat Out of Hell                                      | 9 novembre 1999  |                 |
| 3  | Bob Marley and the Wailers: Catch a Fire                        | 1º dicembre 1999 |                 |
| 4  | U2: The Joshua Tree (vedi Classic Albums: U2 - The Joshua Tree) | 7 dicembre 1999  |                 |
| 5  | Steely Dan: Aja                                                 | 3 febbraio 2000  |                 |

### Terza stagione
| nº | Titolo                                                                                              | Prima TV USA     | Prima TV Italia |
| -- | --------------------------------------------------------------------------------------------------- | ---------------- | --------------- |
| 1  | Iron Maiden: The Number of the Beast (vedi Classic Albums: Iron Maiden - The Number of the Beast)   | 1º novembre 2001 |                 |
| 2  | Elton John: Goodbye Yellow Brick Road (vedi Classic Albums: Elton John - Goodbye Yellow Brick Road) | 6 novembre 2001  |                 |
| 3  | Metallica: Metallica (vedi Classic Albums: Metallica - Metallica)                                   | 13 novembre 2001 |                 |
| 4  | Judas Priest: British Steel                                                                         | 10 dicembre 2001 |                 |
| 5  | Elvis Presley: Elvis Presley                                                                        | 29 dicembre 2001 |                 |
| 6  | Lou Reed: Transformer                                                                               | 5 gennaio 2002   |                 |

### Quarta stagione
| nº | Titolo                                                              | Prima TV USA     | Prima TV Italia |
| -- | ------------------------------------------------------------------- | ---------------- | --------------- |
| 1  | Def Leppard: Hysteria (vedi Classic Albums: Def Leppard - Hysteria) | 6 gennaio 2003   |                 |
| 2  | Sex Pistols: Never Mind the Bollocks                                | 13 gennaio 2003  |                 |
| 3  | Deep Purple: Machine Head                                           | 1º febbraio 2003 |                 |

### Quinta stagione
| nº | Titolo                                                                    | Prima TV USA     | Prima TV Italia |
| -- | ------------------------------------------------------------------------- | ---------------- | --------------- |
| 1  | Simply Red: Stars                                                         | 7 gennaio 2005   |                 |
| 2  | Nirvana: Nevermind (vedi Classic Albums: Nirvana - Nevermind)             | 18 febbraio 2005 |                 |
| 3  | Motörhead: Ace of Spades (vedi Classic Albums: Motörhead - Ace of Spades) | 1º marzo 2005    |                 |

### Sesta stagione
| nº | Titolo | Prima TV USA    | Prima TV Italia |
| -- | --- | --------------- | --------------- |
| 1  | Queen: A Night at the Opera                                                                                       | 17 maggio 2006  |                 |
| 2  | Pink Floyd: The Dark Side of the Moon (vedi Classic Albums: Pink Floyd - The Making of The Dark Side of the Moon) | 6 ottobre 2006  |                 |
| 3  | The Who: Who's Next                                                                                               | 19 ottobre 2006 |                 |
| 4  | Cream: Disraeli Gears                                                                                             | 3 novembre 2006 |                 |

### Settima stagione
| nº | Titolo                           | Prima TV USA   | Prima TV Italia |
| -- | -------------------------------- | -------------- | --------------- |
| 1  | Frank Zappa: Over-Nite Sensation | 1º maggio 2007 |                 |
| 2  | Jay-Z: Reasonable Doubt          | 3 ottobre 2007 |                 |

### Ottava stagione
| nº | Titolo                                                            | Prima TV USA     | Prima TV Italia |
| -- | ----------------------------------------------------------------- | ---------------- | --------------- |
| 1  | The Doors: The Doors (vedi Classic Albums: The Doors - The Doors) | 14 aprile 2008   |                 |
| 2  | John Lennon: Plastic Ono Band                                     | 24 giugno 2008   |                 |
| 3  | Duran Duran: Rio (vedi Classic Albums: Duran Duran - Rio)         | 22 novembre 2008 |                 |

### Nona stagione
| nº | Titolo                                              | Prima TV USA   | Prima TV Italia |
| -- | --------------------------------------------------- | -------------- | --------------- |
| 1  | Black Sabbath: Paranoid                             | 1º maggio 2010 |                 |
| 2  | Rush: 2112 & Moving Pictures                        | 27 giugno 2010 |                 |
| 3  | Tom Petty and the Heartbreakers: Damn the Torpedoes | 3 agosto 2010  |                 |